# آران‌ای پیام‌رسان بالغ

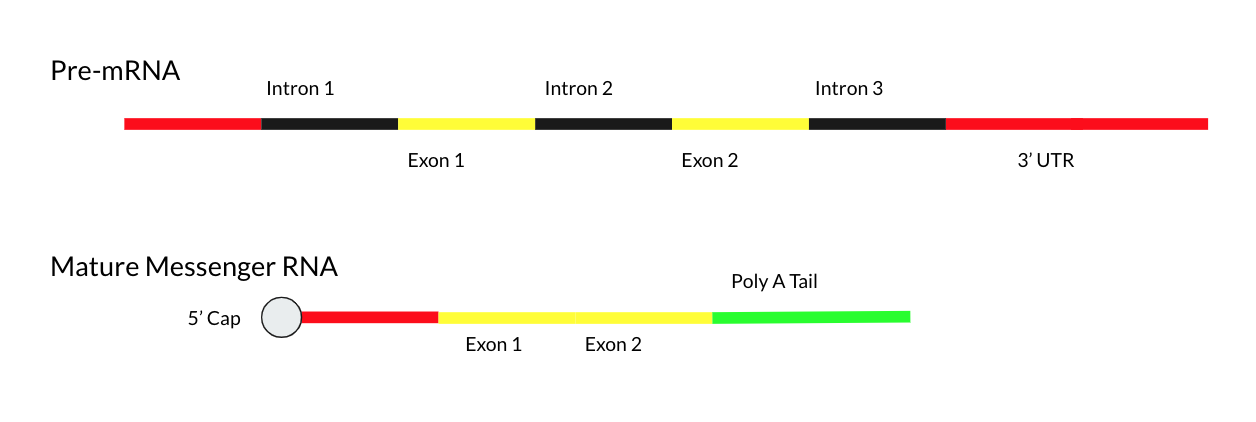
The Maturation of mRNA

آران‌ای پیام‌رسان بالغ (به انگلیسی: Mature messenger RNA)؛ یک آران‌ای پیام‌رسان است که از آران‌ای پیام‌رسان نابالغ ایجاد می‌شود.
به این صورت که آران‌ای پیام‌رسان نابالغ قسمت‌هایی از رشتهٔ خود را که رونوشت قسمت‌هایی در دی‌ان‌ای به نام اینترون هستند حذف می‌کند و باقی‌ماندهٔ قسمت‌ها که اگزون نام دارند، به همدیگر متصل می‌شوند (البته این اتصال، ترتیب و نظم خاصی ندارد و می‌تواند همهٔ اگزون‌ها متصل شوند یا این‌که برخی از اگزون‌ها هم حذف شوند و باقی اگزون‌ها آران‌ای پیام‌رسان بالغ را تشکیل بدهند و این باعث تفاوت در نتیجهٔ بیان ژن خواهد بود)
آران‌ای‌های پیام‌رسان پس از رونویسی حاوی رونوشت رشتهٔ الگو هستند و با این رشته از دی‌ان‌ای مکمل هستند. اما طی پژوهش‌هایی که توسط دانشمندان بر روی سلول‌های یوکاریوتی (یاخته‌های هوهسته‌ای) انجام شد، طبق مشاهدات دیدند که رشتهٔ آران‌ای پیام‌رسانی که در رونویسی ساخته شده، با رشتهٔ آران‌ای پیام‌رسانی که در سیتوپلاسم وجود دارد تفاوت‌هایی دارد.
آن‌ها به این نتیجه رسیدند که مولکول آران‌ای پیام‌رسان برای عملکرد خود پس از رونویسی، دچار تغییراتی می‌شود. در این تغییرات، قسمت‌هایی از رونوشت ژن (دی‌ان‌ای) حذف و باقی‌ماندهٔ رونوشت‌ها به همدیگر متصل شده و آران‌ای پیام‌رسان بالغ را می‌سازند.
- به قسمت‌هایی که روی مولکول دی‌ان‌ای وجود دارند ولی رونوشت آن‌ها در آران‌ای پیام‌رسان حذف می‌شود، اینترون می‌گویند.
- به قسمت‌هایی که روی مولکول دی‌ان‌ای وجود دارند و رونوشت آن‌ها در آران‌ای پیام‌رسان باقی مانده و تشکیل آران‌ای پیام‌رسان بالغ می‌دهند، اگزون می‌گویند.
- اگزون و اینترون روی دی‌ان‌ای قرار دارند و توالی‌های نوکلئوتیدی هستند ولی رونوشت آن‌ها در مولکول آران‌ای پیام‌رسان است که حذف یا باقی می‌ماند و اینترون‌ها و اگزون‌های روی ژن، دست‌نخورده باقی می‌مانند.